# Арыстан (спецподразделение)
Служба специального назначения «А» (сокращённо ССН «А», каз. Қазақстан Республикасының Ұлттық қауіпсіздік комитетінің «А» арнайы мақсаттағы қызметі), также известная под названиями «Арыстан» (каз. арыстан — «лев») и «Альфа» — антитеррористическое спецподразделение, входящее в состав Комитета национальной безопасности Республики Казахстан и возглавляемое заместителем председателя КНБ РК — директором Службы. Ранее носила официальное название «Арыстан». Фактически является правопреемником 12-го регионального отделения группы «А» Седьмого управления КГБ СССР, в связи с чем в прессе нередко упоминается под названием «Альфа».

## История

### Образование и подчинение
3 марта 1990 года приказом председателя КГБ СССР В. А. Крючкова было образовано 12-е региональное подразделение в составе группы «А» Седьмого управления КГБ СССР, позже ставшее известное как 12-я группа. Командиром этой группы был назначен В. Н. Зорькин. Штат этой группы насчитывал 45 человек. В зону ответственности группы входили все среднеазиатские республики, а также Омская, Томская, Новосибирская области и Алтайский край.

### В юрисдикции Казахстана
После распада СССР в течение двух месяцев алма-атинская группа «А» находилась в прямом подчинении президенту России Борису Ельцину, а затем руководство Казахстана добилось перехода группы под казахскую юрисдикцию, сохранив для себя специалистов.
Правопреемником алма-атинской «Альфы» стал так называемый отдел «А», подчинённый непосредственно президенту Республики Казахстан Нурсултану Назарбаеву. Он был образован 13 января 1992 года на основе 6-й группы в составе группы «А» Управления охраны при Аппарате Президента СССР. Хронологически отдел «А» стал первым официальным воинским формированием в истории независимой Республики Казахстан. Название отдела было специально выбрано на букву «А», чтобы сохранить преемственность с группой «А» Седьмого управления КГБ СССР. Этот отдел в 1991—1993 годах входил в состав Службы охраны президента Республики Казахстан.
С апреля 1993 года отдел «А» был включён в состав Комитета национальной безопасности Республики Казахстан, а 11 июня 1994 года переименован в службу «Арыстан». 
В переводе казахского «Арыстан» означает «лев».

### Боевое крещение
23 февраля 1992 года отдел «А» провёл свою первую операцию по борьбе против терроризма, которая упоминается в ряде источников под кодовым названием «Набат» (по названию плана, объявляемого в случае захвата заложников на транспорте). Сутками ранее шестеро рецидивистов, ехавших в специальном вагоне поезда «Ташкент — Самара», напали на трех конвоиров, захватили восемь пистолетов и сбежали на свободу. Один из заключённых попытался уйти отдельно от группы и был задержан, остальные пятеро успели сесть в рейсовый «Икарус» с 30 пассажирами, следовавший по маршруту Кзыл-Орда — Сарыагаш. Около посёлка Шиели водитель сообщил милицейскому патрулю о подозрительных пяти пассажирах, и ему дали команду ехать к автостанции, где готовил засаду наряд милиции. Когда водитель попросил пассажиров покинуть салон, сотрудники УВД произвели несколько предупредительных выстрелов, потребовав от бандитов сдаться. Трое приготовились выйти с поднятыми руками, когда их сообщники открыли огонь: в ходе перестрелки был убит один милиционер и один бандит, двое были арестованы.
Оставшиеся в салоне два бандита захватили в заложники 13 человек — 5 мужчин, 7 женщин и ребёнка. Бандиты потребовали самолёт и крупную сумму денег в обмен на жизни заложников. Милиция вступила в переговоры с террористами, убедив их направить автобус в аэропорт города Чимкент, а тем временем по тревоге был поднят отдел «А». В штабе было принято решение проводить захват террористов не по маршруту следования автобуса, а у ворот ограждения внешнего периметра аэродрома. В течение ночи бойцы тренировались на предоставленном властями аналогичном автобусе. Параллельно на случай необходимости пойти навстречу требованиям бандитов оперативный штаб приготовил самолёт Ан-24 со специально подобранным экипажем, в состав которого был введён сотрудник отдела «А». На необходимости штурма настоял и. о. начальника отдела «А» полковник А. В. Волосников, а план штурма предложил тогдашний руководитель операции, полковник Амангали Баталов.
Штурм состоялся утром 23 февраля: после того, как «Икарус» заехал в ворота аэропорта, в него врезался снегоуборочный грузовик, и тут же оперативники отдела «А» ворвались в автобус, разбив оконные стёкла. В ходе операции оба оставшихся в автобусе бандита были застрелены, а из заложников никто не пострадал. По некоторым данным, непосредственно штурм автобуса занял 4 секунды. Группа оперативников отдела (А. Ф. Аблаков, А. Г. Баталов, В. С. Василенко, А. В. Волосников, А. В. Головин, С. К. Жумабеков, В. П. Калиновский, И. В. Кочергин, В. И. Кузнецов, А. Е. Медетов, С. В. Семёнов, И. П. Соловьев и В. В. Хохлов) была награждена Почётными грамотами Президента Республики Казахстан (орденов и медалей тогда ещё не было учреждено; ордена были вручены участникам операции только 13 декабря 2021 года). Операция доказала необходимость последующего использования группы «А».

### Воссоздание методики
К 1993 году около 60 % личного состава алма-атинской группы «А» перешли в краснодарское отделение «Альфы», войдя в его руководство. В связи с этим казахским органам безопасности пришлось создавать с нуля не только структуру отдела «А», но и методику обучения оперативников. По словам начальника управления боевой подготовки отдела «А» и командира южного подразделения «Арыстана» Виктора Стороженко, определённую помощь в этом оказал Игорь Кочергин, руководивший обучением молодых бойцов стрельбе.
Активное развитие методики группы велось с 1993—1994 годов, когда сотрудники «Арыстана» прошли обучение в США и России. Хотя Россия и Франция предлагали свои услуги по обучению, по тем меркам они стоили слишком дорого для Казахстана, и последний предпочёл бесплатное обучение в США. В ходе обучения в США казахи использовали частично знания и умения, приобретённые за годы службы в советской группе «А»: высокий уровень подготовки удивил даже американских инструкторов, которые по просьбе казахов расширили курс обучения. В 1994 году в Алма-Ате был организован учебный «захват» посольства США в Алматы: по легенде учений, в заложники был взят американский посол. Сотрудники отдела «А» за считанные секунды освободили посла без потерь среди бойцов и сотрудников посольства, благодаря чему американцы предложили бойцам дополнительную стажировку.
В дальнейшем казахи сравнивали и анализировали разные методики обучения оперативников в разных странах мира. В России на составление программы обучения для казахских спецназовцев ушло 4 года. Вскоре появился антитеррористический центр СНГ, по линии которого «Арыстан» получил собственную программу подготовки. Она почти полностью совпадала с программой подготовки сотрудников российской «Альфы».

### Последующие годы
В январе 1996 года в Зайсане «Арыстан» готовился к операции по освобождению нескольких заложников, захваченных террористом. Один из сотрудников «Арыстана» Марат Марденов, будучи заместителем командира части, вынужден был вести переговоры с преступником, который расстрелял пять человек и ранил тяжело двоих, а также взял в заложники женщину с грудным ребёнком. После долгих переговоров Марденов вынудил преступника сдаться: тот на суде утверждал, что мог расстрелять переговорщика три раза. Суд в Усть-Каменогорске приговорил преступника к исключительной мере.
По оценке журналиста Айткена Кадырбекова, «Арыстан» относился к тем немногим структурам и подразделениям, которые не испытали на себе последствия проводившихся серьёзных реформ в государственном устройстве Казахстана. В 1997 году, во время краткосрочного пребывания Амангельды Шабдарбаева на посту командира спецподразделения «Арыстан» под его руководством был создан учебно-боевой полигон, оснащённый по последнему слову техники, на котором был проведен ряд успешных антитеррористических учений. После Баткентских событий Комитет национальной безопасности Республики Казахстан разработал и принял программу борьбы с терроризмом, на которую выделялись конкретные средства: их законодательно нельзя было переводить на другие нужды. Обеспечение «Арыстана» в дальнейшем велось на основании этой программы. В последующие годы «Арыстан» преимущественно участвовал в «непрофильных» для себя операциях по задержанию особо опасных преступников — от наркодилеров и контрабандистов оружия до наёмных убийц. При проведении учебно-тренировочных процессов бойцы отряда оказывали помощь и гражданским: весной 2006 года во время одной из тренировок «арыстановцы» спасли трёх туристов, укушенных змеями.
В 2010-е годы «Арыстаном», по данным Комитета национальной безопасности Казахстана, было предотвращено около 100 насильственных акций террористического характера; проведены операции по ликвидации боевиков и структур таких террористических организаций, как «Жамаат моджахедов Центральной Азии», «Джунд-аль-Халифат», «Хизб-ут-Тахрир» и другие; совместно с партнерскими спецслужбами арестованы и экстрадированы десятки экстремистов. Оперативники участвовали во множестве операций по обезвреживанию взрывных устройств, начиная от сложных взрывных устройств разной формы и заканчивая простыми гранатами с выдернутой чекой, лежавшими в мусорном баке. Также «Арыстан» прославился тем, что «одним спецназовским ударом» сумел разгромить орудовавшую в Семипалатинске Жоламановскую преступную группировку.

### Банда Агжана Хасена
Однако если в течение первых 20 лет существования отряда сотрудники не несли потерь убитыми и ранеными, то вскоре в операциях против террористов потери стали нести как «Арыстан», так и другой отряд спецназа — «Сункар». 4 апреля в ходе операции по штурму квартиры в третьем микрорайоне Алматы, где засели бандиты Кадыр Кадыров, Рузимбай Ишимбетов и Абдулмансур Ниязов, прогремел мощный взрыв: Ишимбетов и Ниязов подорвали себя гранатами. В результате были ранены 11 бойцов спецподразделения МВД Казахстана «Сункар» (в том числе 6 тяжело), некоторые из них остались инвалидами. 1 июля в посёлке Шубарши Актюбинской области от рук террористов погиб сотрудник спецподразделения «Арлан» МВД Казахстана, а через 8 дней в селе Кенкияк при задержании убийц погиб ещё один «сункаровец».
В начале декабря 2011 года в Алматинской области полицией Казахстана и силами спецподразделения «Арыстан» в посёлке Боралдай в одном из жилых домов микрорайона «Сахалин» была заблокирована террористическая группа из 5 человек во главе с Акжаном (Агжаном) Хасеном. В ходе операции все пятеро преступников были убиты, однако при этом погибли два сотрудника «Арыстана» — старший офицер тактики антитеррора 1-го отдела 5-го управления майор Т. А. Алпысов и заместитель начальника 3-го отдела 5-го управления майор Р. В. Долгов. Во время этой операции был оцеплен район Черемушки, причём из соображений конспирации никого из местных жителей оперативники не оповестили о предстоящей операции. Гибель бойцов «Арыстана» в ходе операции по задержанию Агжана Хасена стала четвёртым случаем гибели или тяжёлых ранений бойцов спецподразделений КНБ и МВД Казахстана за этот год. 29 декабря того же года в Кызылорде «Арыстан» ликвидировал Ерика Аязбаева, одного из лидеров террористической группы Акжана Хасена: в ответ на предложение сдаться правоохранительным органам Аязбаев начал стрельбу из пистолета Макарова, но был убит ответным огнём.

### Задержание банды Бикаевых
В августе 2011 года в Костанайской области прошла операция с участием бойцов «Арыстана» и других сотрудников КНБ по задержании членов крупной ОПГ, которая занималась сбытом наркотиков: ею руководили братья Кайрат и Азамат Бикаевы, а их подельниками были Олжас и Газиз Байгазиевы из Жамбыла. Департамент КНБ по Костанайской области получил в мае 2011 года сведения о том, что Байгазиевы приобрели в Жамбыльской области в городе Шу более тонны высушенной марихуаны (по данным обвинения — 1039 кг), а в августе того же года Бикаевы решили вывезти 204 мешка с марихуаной в Костанайскую область на трёх машинах — BMW X5, Toyota Land Cruiser и УАЗ. Они намеревались спрятать груз в тайнике рядом с посёлком Дамды, чтобы затем перевезти его через российско-казахстанскую границу. Было принято решение задержать бандитов: всеми мероприятиями по задержанию преступников руководил подполковник Талгат Ильясов.
Для задержания преступников в район маршрута автокаравана были направлены сотрудники КНБ (в том числе бойцы спецподразделения «Арыстан»), установившие на автотрассах два поста перехвата и пригнавшие грузовик ГАЗ-3309. Автоколонну заметили в ночь 24 августа, недалеко от города Аркалык, на 13-м километре трассы Жезказган — Есиль. По расчётам оперативников, ехавший за рулём УАЗа Бикаев должен был затормозить перед грузовиком ГАЗ, который перекрывал дорогу (рядом с ним стояли знаки дорожных работ), и в таком случае задержание не составило бы труда для сотрудников КНБ. Однако события стали разворачиваться не по плану, когда Бикаев, лишь слегка притормозив, объехал грузовик и продолжил движение: оперативники выстрелили в воздух холостыми патронами, однако на выстрелы водитель не отреагировал. Старший лейтенант «Арыстана» Кайрат Ибраимов попытался остановить УАЗ и начал растягивать на дороге ленту с шипами: УАЗ сбил его и проехался по нему колёсами. Ибраимов скончался по дороге в больницу от множественных переломов и кровоизлияний. Посмертно он был награждён орденом «Айбын» II степени.
Сами преступники бросили УАЗ и скрылись: в машине были обнаружены 204 мешка с наркотиками, а рядом — две ручные гранаты, одна из которых была с неправильно сдёрнутой чекой. Ещё две пустые машины из автоколонны были найдены чуть позже. В ходе последующих мероприятий были захвачены семеро членов банды — Кайрат Бикаев, Олжас Байгазиев, Сапа Биркенов, Берикжан Алимов, Марат Кабаков, Канат Мегерю и Сергей Ферапонтов, а в декабре 2011 года арестован и Азамат Бикаев. 2 мая 2012 года семеро из них были приговорены к различным срокам заключения (от 16 до 20 лет), а 2 июля 2012 года начался судебный процесс над Азаматом Бикаевым, который своей вины в убийстве Ибраимова не признавал. 27 августа его признали виновным в создании преступной группировки, наркоторговле и умышленном убийстве, приговорив к 25 годам лишения свободы.

### Современность
В Казахстане был установлен обелиск, посвящённый трём погибшим оперативникам «Арыстана» — погибшим в 2011 году Тахиру Алпысову и Роману Долгову и погибшему в 2012 году Кайрату Ибраимову. В память о них был учреждён международный турнир снайперов спецподразделений.
В соответствии с указом Президента Республики Казахстан от 22 ноября 2016 года эта служба носит название Служба специального назначения «А». Директор службы специального назначения «А» по совместительству является заместителем директора Комитета национальной безопасности Республики Казахстан.
Согласно заявлению первого заместителя администрации Президента РК Даурена Абаева, с 6 января 2022 года спецподразделение «Арыстан» наряду со спецподразделениями МВД «Арлан» и «Беркут» участвовало в пресечении беспорядков в Алма-Ате.

## Основное предназначение
Основные задачи службы специального назначения «А» — это борьба против терроризма, освобождение заложников и защита особо важных стратегических объектов. Помимо борьбы с террористами, служба специального назначения «А» решает задачи по задержанию особо опасных преступников, пресечению действий контрабандистов (в том числе торговцев оружием), ликвидации наркотрафиков, а также поиску и обезвреживанию взрывчатых веществ. При масштабных мероприятиях с участием президента Казахстана бойцы службы специального назначения «А» выполняют почётную миссию по обеспечению безопасности первых лиц государства и всех иностранных высокопоставленных лиц, прибывающих в Казахстан с официальными визитами.
ССН «А» принимает участие в оперативно-боевых и иных мероприятиях, проводимых органами национальной безопасности в порядке, определяемом Председателем Комитета национальной безопасности.

## Подготовка бойцов

### Структура подразделения
Сведения о численности, личном составе, бюджете, дислокации спецподразделений РК и т. д. засекречены. Однако известно, что база «Арыстана» находится в степи, в отдалении от поселений. Некоторые части «Львов» базируются в городах республиканского значения — Астана и Алматы, а также на Каспии в городе Актау для обеспечения безопасности на нефтедобывающих промыслах. В составе каспийской группы есть подразделение боевых пловцов, история которого отсчитывается с момента проведения учений «Юг-Антитеррор» при участии спецподразделений стран СНГ. В структуре «Арыстана» также есть отдельное подразделение поисковой и взрывотехнической работы и кинологическая служба, которые занимаются поиском взрывчатых и наркотических веществ.
В подразделении служат высококлассные снайперы, десантники, альпинисты, водолазы, штурмовики, сапёры, инструкторы и психологи. В качестве психологов в отряде работают и женщины. В целях конфиденциальности личные данные бойцов засекречиваются во избежание возникновения угроз самим бойцам и их семьям со стороны преступников. По сложившейся традиции, бойцы «Арыстана» обращаются друг к другу не по именам, а по позывным: каждого бойца запоминают именно по позывному.

### Отбор
Активная служба оперативника длится не более 10 лет: в «Арыстан» приходят бойцы в возрасте 25 лет, формируясь как профессионалы в течение 3—5 лет. За время службы у бойца должен формироваться полный мышечный корсет, поскольку ему необходимо свободно двигаться в бронежилете, масса которого может достигать до 80 кг в некоторых случаях без учёта вооружения. Попасть в ряды «Арыстана» можно только по приглашению: приглашаются все лица, у кого есть высшее образование и опыт службы в вооружённых силах Казахстана (либо обучение на военной кафедре). Кандидаты проходят строгий отбор, включающий комплексное психофизиологическое тестирование и заключения двух комиссий — комиссии ВДВ в Министерстве обороны и комиссии по пригодности к патрульно-постовой службе в Комитете национальной безопасности Республики Казахстан.
Как правило, большую часть кандидатов составляют молодые люди с военным образованием и профессиональные спортсмены — преимущественно боксёры и борцы (в том числе и чемпионы мира по боевым искусствам). При отборе особое внимание уделяется жизненному пути каждого из кандидатов: роль играет и физиологическая, и психологическая характеристика. В частности, в ряды «Арыстана» предпочитают брать людей не только с отменным здоровьем, но и с безупречным прошлым (без единого правонарушения). Важную роль играют интеллектуальный уровень бойца, поскольку оперативнику предстоит выполнять задания так, чтобы его отряд избежал жертв среди гражданского населения. По данным Комитета национальной безопасности Казахстана, из 20 кандидатов в «Арыстан» успешно проходят отбор только трое человек.

### Обучение и совершенствование навыков
Современная подготовка «Арыстана» базируется на обширном международном опыте. Сотрудники спецподразделения проходили стажировки на базе Центра специального назначения ФСБ, американских ЦРУ и ФБР, израильской ЯМАМ, английской SAS и немецкой GSG-9. Ряд оперативников в 1990-е годы прошли обучение в США — в частности, группа бойцов во главе с Ренатом Сулеймановым освоила технику SWAT в одном из закрытых спеццентров в американском Норфолке. Эти бойцы записывали каждый вечер всё то, что делали за день, начиная от порядка упражнений и заканчивая временем и патронами, которые предоставлялись для упражнения. Таким образом, в 1993—1994 годах была создана первая методика, которая легла в основу обучения «Арыстана». Также казахи проходили обучение в России, получив от Антитеррористического центра СНГ собственную программу подготовки, схожую с подготовкой советской и российской «Альфы» (на её составление ушло 4 года). Ряд семинаров для «Арыстана» провели израильтяне, а с 2000 года в Казахстане была утверждена программа борьбы с терроризмом, в рамках которой группе стало поступать государственное финансирование.
Оперативники ежедневно проводят марш-броски в 10 км при полном боевом снаряжении массой до 30 кг, а также проходят горно-альпийскую, парашютную и легководолазную подготовку. На специально оборудованном полигоне «Арыстана» есть самолёты, автобусы и высотные здания, на которых оперативники проводят тренировки по освобождению заложников и захвату террористов. Бойцы обязаны знать все образцы автомобильной техники, иметь навыки вождения и ведения огня из БТР: им приходится проводить обкатку на бронетанковой технике. Они изучают техническое устройство всех отечественных и некоторых импортных самолётов, а также железнодорожных вагонов и автобусов: норматив времени проникновения в захваченный террористами автобус составляет 7 секунд. Для проникновения через окна и спуска с высоты бойцы используют специальные подвесные системы. Также оперативники проводят плановые прыжки с парашютом на высоте 1200 м (летом 2005 года подобные мероприятия проходили на Байсерке) и испытывают разное снаряжение (летом 2006 года один оперативник проверял новое германское водолазное снаряжение, нырнув на глубину 40 м). Помимо отработки навыков по нейтрализации террористов, бойцы изучают использование взрывчатых веществ и проходят военно-медицинскую подготовку. С целью психологической подготовки сотрудники могут дежурить в морге и помогать санитарам вскрывать трупы, чтобы избавить самих себя от страха крови.
Подготовка бойцов «Арыстана» занимает не менее полутора лет. Все учебно-тренировочные процессы максимально приближены к боевым условиям: бойцы в течение примерно восьми месяцев участвуют в сборах, подготовке и совершенствовании профессиональных навыков. В занятиях присутствуют элементы напряжённости, внезапности, опасности и риска. Для новичков, которые должны доказать право на службу в спецподразделении, проводится также большой экзамен, подобный российскому экзамену на получение крапового берета: новички проходят полосу препятствий, доказывают своё умение обращаться с оружием, демонстрируют приёмы рукопашного боя и ведут поединок с тремя более опытными бойцами отряда. Уже действующие сотрудники ежегодно сдают квалификационный экзамен.
В течение 5 лет боец осваивает все необходимые навыки, прежде чем получит некую узкую специальность. Вне зависимости от специальности каждый боец в совершенстве владеет всеми видами оружия, умеет вести бой, управлять любыми видами транспорта, совершать прыжки с парашютом и нырять с аквалангом. В частности, бойцы обучены приёмам рукопашного боя, боевого гранатометания, ускоренному передвижению на большие расстояния с помощью карты и компаса (в том числе в горной местности) и плаванию в сложных условиях. С середины 2000-х годов тенденция подготовки спецназовцев во многих подразделениях мира (в том числе в «Арыстане») была направлена именно на узкую специализацию. В возрасте 35 лет боец, как правило, становится инструктором или командиром: туда переводятся наиболее подготовленные военнослужащие, но некоторые отправляются в антитеррористические подразделения территориальных органов Комитета национальной безопасности.

### Международные соревнования и учения
Для совершенствования навыков бойцы «Арыстана» участвуют не только в традиционных учебно-тренировочных процессах, но и в оперативно-тактических учениях в республиканском масштабе с участием подразделений Министерства обороны, Министерства внутренних дел, Министерства по чрезвычайным ситуациям и Антитеррористического центра Комитета национальной безопасности. Они также принимают участие в специальных международных соревнованиях как по линии ШОС и по линии Антитеррористического центра СНГ, так и по другим линиям. Несколько раз бойцы службы «А» выигрывали комплексный чемпионат стран ШОС, при этом будучи постоянными призёрами, однако на первом месте для них всегда был обмен опытом. В 2008 году делегация «Арыстана» в качестве наблюдателей присутствовала на международных соревнованиях по стрельбе из боевого оружия, приуроченных к 10-летию Центра специального назначения ФСБ России. В 2010 году оперативники «Арыстана» участвовали в соревнованиях по горному троеборью: 9 сентября состоялся военизированный кросс в виде бега на 15 км в два круга с двумя этапами стрельбы, по итогам которого один из бойцов «Арыстана» занял 2-е место.
В 2014 году команда спецназа «Арыстан» участвовала в соревнованиях среди снайперских пар «Мерген-2014»: подобные соревнования были учреждены в 2010 году именно по инициативе «Арыстана». В том же году команда «Арыстана» была гостем и наблюдателем соревнований, приуроченных к 25-летию белорусской группы «А». В августе 2015 года «Арыстан» участвовал в учениях ОДКБ «Взаимодействие-2015», прошедших в Пскове. С 1 по 5 августа 2016 года на базе тактического полигона специального назначения «Южный» cлужбы «Арыстан» КНБ РК прошли международные соревнования снайперских пар специальных подразделений «Мерген-2016», в которых участвовало четыре команды от «Арыстана». В феврале 2023 года на международных соревнованиях спецподразделений SWAT Challenge в Дубае (ОАЭ) команда спецназа «Арыстан» заняла 15-е место в общем зачёте, а через два года на тех же соревнованиях в Дубае вошла в Топ-10.

### Снаряжение
Бойцами «Арыстана» используются как стандартное стрелковое оружие, состоящее на вооружении ВС Республики Казахстан и иных силовых структур, так и специальное — бесшумное высокоточное оружие, которое обычно применяется в операциях по освобождению заложников. В 1999 году в рамках программы борьбы с терроризмом у немецкой компании SIG Sauer были приобретены пять снайперских винтовок стоимость 2,3 млн тенге каждая, изготовленных по спецзаказу казахских спецназовцев, оборудование стоимостью 166 млн тенге для обезвреживания взрывных устройств и новое обмундирование импортного пошива. В то же время заместитель председателя КНБ настаивал на увеличении финансирования «Арыстана», утверждая о необходимости закупки всего 15 винтовок. В последующие пять лет ситуация с обеспечением значительно улучшилась. Данные винтовки поступили на вооружение «Арыстана» в мае 2002 года. В 2010-е годы на вооружении «Арыстана» находились около 150 автоматов Beretta ARX-160 под патроны калибра 7,62×39 мм и снайперские винтовки Sako TRG M10.
При задержании преступников бойцы используют светошумовые боеприпасы, а также боеприпасы с шоковым и болевым действием. Также у «Арыстана» есть тяжёлое вооружение, используемое при ликвидации крупных преступных группировок, оказывающих огневое сопротивление силовиками. На вооружении «Арыстана» есть специальные радиоуправляемые роботы, участвующие в обезвреживании взрывных устройств. Для поиска взрывчатых веществ применяются рентгеновские установки, для нейтрализации взрывных устройств — специальные гидропушки. В поисках взрывчатых и наркотических веществ также участвуют специально обученные минно-розыскные собаки. В 2003 году, по словам тогдашнего командира «Арыстана», полковника Сейтджана Койбакова, российские коллеги достаточно высоко оценивали учебную базу казахского спецподразделения и используемые ими вооружение и технику.
В целом экипировка бойцов «Арыстана» значительно отличается от экипировки спецподразделений Вооружённых сил РК и МВД РК: бойцами используются бронежилеты свыше десяти модификаций и разное защитное обмундирование (бронешлемы, наколенники, налокотники, очки и перчатки). «Арыстан» использует вооружение и снаряжение разных стран мира, часть которого (в том числе образцы нелетального оружия) закупается из-за границы: в 2000—2001 годах для «Арыстана» закупались кевларовые шлемы и бронежилеты стоимостью от 10 до 18 тысяч долларов за один комплект. В снаряжение бойцов входят, помимо бронежилетов, разгрузочные жилеты, кевларовые перчатки и чёрные маски: суммарная масса снаряжения достигает 30 кг.

## Скандалы
В феврале 2006 года в адрес бойцов отряда в прессе прозвучали обвинения в убийстве бывшего министра информации Казахстана и посла Казахстана в России Алтынбека Сарсенбаева, а отдельные депутаты Национального собрания Республики Казахстан даже требовали распустить подразделение. Официально утверждалось, что СМИ неверно истолковали пресс-релиз Комитета национальной безопасности Казахстана: в адрес бойцов «Арыстана» предъявлялись обвинения в похищении человека, а не в убийстве. Тем не менее, 20 февраля того же года министр внутренних дел Бауржан Мухамеджанов сообщил о задержании пяти исполнителей и организатора похищения и убийства, а во вторник Комитет национальной безопасности подтвердил, что все пятеро задержанных — это сотрудники «Арыстана». После этого в отставку ушли руководитель Комитета национальной безопасности Казахстана Нартай Дутбаев, двое его заместителей (Владимир Божко и Козы-Корпеш Карбусов) и командир «Арыстана» Сейтжан Койбаков. В ноябре 2006 года стало известно, что из «Арыстана» по итогам внеочередной аттестации личного состава были уволены более 20 военнослужащих без права восстановления: двое из них ушли на пенсию, ещё двое трудоустроились в нефтяную компанию, а четверо — в некий крупный банк. По итогам проверки были ужесточены меры контроля во избежание повторения подобной ситуации. Причастность нескольких бойцов к убийству Сарсенбаева удалось доказать в суде, и те получили длительные сроки заключения.
В феврале 2009 года депутат Мажилиса и один из основателей КНБ Республики Казахстан, бывший министр обороны Сат Токпакбаев обвинил бойцов «Арыстана» в пособничестве рейдерству. Поводом стал обыск, состоявшийся 16 февраля того же года в помещениях алма-атинского ТОО «Фирма „Тиграхауд“», который проводился при участии 18 вооружённых лиц в масках, оказавшихся сотрудниками «Арыстана». Руководство фирмы после обыска обратилось за помощью к полковнику запаса КНБ Исаку Инкарбаеву, который оповестил о случившемся Токпакбаева. Позже выяснилось, что КНБ ещё и прослушивал телефонные разговоры Токпакбаева: всё это депутат расценил как подрыв репутации правоохранительных органов в стране и дискредитацию кампании по борьбе против коррупции.
6 января 2022 года президент Казахстана Касым-Жомарт Токаев снял со своего поста директора Службы специального назначения «А» Ануара Садыкулова. Это произошло после того, как участники массовых беспорядков в Казахстане смогли в ночь с 5 на 6 января без сопротивления захватить управление КНБ в Алма-Ате, которое должны были защищать бойцы Службы «А». 13 января стало известно о задержании Садыкулова в рамках досудебного расследования «по фактам действий, направленных на насильственный захват власти, и превышения должностных полномочий».

## Руководство
| Имя командира                           | Звание                                                      | Годы службы                    | Примечания                                                                                         |
| --------------------------------------- | ----------------------------------------------------------- | ------------------------------ | -------------------------------------------------------------------------------------------------- |
| Виктор Николаевич Зорькин               | полковник                                                   | 1990—1991                      | начальник 12-го отделения группы «А» Седьмого главного управления КГБ СССР                         |
| Александр Викторович Волосников (и. о.) | полковник                                                   | 1991—1992                      | исполняющий обязанности                                                                            |
| Юрий Ермекович Коржумбаев               | полковник                                                   | 1992—1993                      | |
| Булат Маратович Ашикбаев                | генерал-майор                                               | 1993—1997                      | заместитель председателя КНБ в 1997—1998 годах                                                     |
| Амангельды Смагулович Шабдарбаев        | полковник                                                   | 1997                           | председатель КНБ РК в 2006—2009 годах                                                              |
| Олег Никифорович Ларионов               | генерал-майор                                               | 1997—2001                      | |
| Айдар Наметович Базилов                 | полковник                                                   | 2001 — 1 мая 2002              | погиб в ДТП 1 мая 2002 года                                                                        |
| Файзулла Каменович Каменов (и. о.)      | полковник                                                   | 2002                           | исполняющий обязанности                                                                            |
| Сейтжан Мельдебекович Койбаков          | генерал-майор                                               | 2002—2006                      | ушёл в отставку после ареста сотрудников группы «А» по обвинению в убийстве Алтынбека Сарсенбаева. |
| Кайрат Ешимбетович Байбараков           | генерал-майор (с 2008)                                      | 18 апреля 2006 — февраль 2011  | с февраля 2011 возглавлял Департамент КНБ по Жамбылской области                                    |
| Ануар Тулеуханович Садыкулов            | генерал-майор                                               | 17 января — 6 марта 2013       | |
| Файзулла Каменович Каменов              | полковник                                                   | март 2013 — июль 2014          | |
| Ануар Тулеуханович Садыкулов            | генерал-майор (с 6 мая 2017 — генерал-лейтенант)            | 3 июля 2014 — июнь 2019        | |
| Ануар Тулеуханович Садыкулов            | генерал-лейтенант                                           | 16 января 2020 — 6 января 2022 | отправлен в отставку 6 января, арестован 13 января                                                 |
| Берик Садыкович Кунанбаев               | генерал-майор национальной безопасности (с 22 октября 2022) | 6 января 2022 — н.в.           | |

Должность заместителя командира в разные годы занимали полковник Амангали Баталов (1992—1997 годы), полковник Виктор Стороженко (до 2006, командир южного регионального подразделения Службы «А»), Тимур Джамиев и Аскат Садыкулов (в звании полковника национальной безопасности).

## В культуре
- В 2021 году в MMORPG Caliber после выхода боевого пропуска под названием «Ветер с востока» (дополнение к обновлению 0.12.0) игрокам стали доступны для игры четыре бойца группы специального назначения «Арыстан»[79].
- В 2024 году в прокат вышел фильм Рашида Сулейменова «Операция „Набат“» об операции 1992 года по освобождению заложников в захваченном бандитами автобусе[80].